# Daniel Erlich
Daniel Erlich (* 13. März 1991 in Thornhill, York Region) ist ein ehemaliger kanadisch-israelischer Eishockeyspieler.

## Karriere
Daniel Erlich spielte zunächst von 2004 bis 2007 für den HC Metulla, für den er am Meisterschaftsbetrieb der israelischen Eishockeyliga teilnahm. Im Verlauf der Saison 2006/07, in der der HC Metulla erst im Playoff-Finale den Haifa Hawks unterlag, folgte für den Stürmer ein Engagement bei den Toronto Marlies Midget AAA in einer unterklassigen kanadischen Juniorenliga. Die Spielzeit 2007/08 begann der israelisch-kanadische Doppelbürger bei den Toronto Junior A Canadiens in der zweitklassigen kanadischen Juniorenliga Ontario Junior Hockey League. Nach 21 Spielen, in denen Erlich 20 Punkte erzielt hatte, wurde er zu den London Knights in die Ontario Hockey League beordert, die ihn 2007 in der OHL Priority Selection ausgewählt hatten. Bei den London Knights entwickelte sich der Linksschütze, der bevorzugt entweder als Center oder rechter Flügelstürmer agiert, schnell zu einem zuverlässigen Scorer. Gemeinsam mit Mitspielern um Nazem Kadri, John Carlson, Philip McRae, Justin Taylor und Trevor Cann peilte das Team in der Saison 2008/09 den zweiten J. Ross Robertson Cup der Vereinsgeschichte an, scheiterte jedoch in den Conference Finals gegen die Windsor Spitfires.
Auch die folgende Spielzeit absolvierte Erlich im Trikot der Knights und erneut blieb dem Team der Einzug in die Finalserie um den J. Ross Robertson Cup verwehrt. Im Januar 2011 wurde er innerhalb der Ontario Hockey League zu den Guelph Storm transferiert. Die London Knights wurden hierfür mit insgesamt drei Draftpicks entschädigt. Nachdem Erlich auch bei den Guelph Storm mit guten Leistungen aufgefallen war und eine Quote von etwas mehr als einen Punkt pro Partie erreicht hatte, wurde der EC Red Bull Salzburg aus der Erste Bank Eishockey Liga auf dem Stürmer aufmerksam und nahm ihn im April 2011 unter Vertrag. Zunächst wurde er mit einem Kontrakt für die Saison 2011/12 ausgestattet. Sein Pflichtspieldebüt für die Salzburger gab der Angreifer im August 2011 in der European Trophy. Während der European Trophy erzielte er in acht Spielen zwei Tore und eine Vorlage. In der EBEL erreichte er in 16 Spielen ein Tor und sechs Vorlagen. Ende November 2011 kehrte er in seine kanadische Heimat zurück, in der er bis Saisonende für die Barrie Colts in der Ontario Hockey League auf dem Eis stand. Zur Saison 2012/13 wechselte Erlich zu den Western Ontario Mustangs, die um die Kanadische Universitätsmeisterschaft spielen. Dort wurde er in seinem ersten Jahr in das All-Rookie-Team und ein Jahr später in das First-All-Star-Team der Liga gewählt.
Zwischen 2014 und 2016 spielte Ehrlich in Schweden für den Mariestad BoIS und Östersunds IK in der HockeyEttan, anschließend einige Monate beim Chamonix-Morzine HC. Anschließend beendete er seine Karriere.

### International
Erlich besitzt die israelische Staatsbürgerschaft und nahm mit dem israelischen Nachwuchs an den U18-Junioren-Weltmeisterschaften der Division III 2005 und 2006 sowie der U18-Junioren-Weltmeisterschaft 2007 der Division II teil. Als Topscorer, bester Torschütze und bester Vorlagengeber der Division III (12 Toren und 14 Assists) hatte er 2006 maßgeblichen Anteil am Aufstieg Israels in die Division II. In der Herren-Nationalmannschaft debütierte er bei der Weltmeisterschaft 2013 in der Division II. Mit sieben Toren und 16 Vorbereitungen wurde er der Top-Scorer des Turniers der Gruppe B und trug damit maßgeblich zum Aufstieg in die Gruppe A der Division II bei. Obwohl er dort bei der Weltmeisterschaft 2014 gemeinsam mit dem Esten Robert Rooba mit acht Vorlagen bester Torvorbereiter des Turniers war, musste er mit seiner Mannschaft den sofortigen Wiederabstieg hinnehmen. Dabei hatte er durch die Tore zum 2:2 und zum 3:2 im abschließenden Spiel gegen Island noch die Hoffnung auf den Klassenerhalt genährt. Schlussendlich verloren die Israelis das entscheidende Duell jedoch mit 3:4 nach Penaltyschießen.

## Erfolge und Auszeichnungen
- 2006 Aufstieg in die Division II bei der U18-Junioren-Weltmeisterschaft der Division III
- 2006 Torschützenkönig, bester Vorlagengeber und Topscorer der U18-Junioren-Weltmeisterschaft der Division III
- 2013 Aufstieg in die Division II, Gruppe A, bei der Weltmeisterschaft der Division II, Gruppe B
- 2013 Topscorer und bester Vorlagengeber der Weltmeisterschaft der Division II, Gruppe B
- 2013 All-Rookie-Team der CIS (OUA West)
- 2014 Bester Vorlagengeber der Weltmeisterschaft der Division II, Gruppe A
- 2014 First-All-Star-Team der CIS (OUA West)

## Karrierestatistik

### International
Vertrat Israel bei:
- U18-Junioren-Weltmeisterschaft der Division III 2005
- U18-Junioren-Weltmeisterschaft der Division III 2006
- U18-Junioren-Weltmeisterschaft der Division II 2007
- Weltmeisterschaft der Division II 2013
- Weltmeisterschaft der Division II 2014

(Legende zur Spielerstatistik: Sp oder GP = absolvierte Spiele; T oder G = erzielte Tore; V oder A = erzielte Assists; Pkt oder Pts = erzielte Scorerpunkte; SM oder PIM = erhaltene Strafminuten; +/− = Plus/Minus-Bilanz; PP = erzielte Überzahltore; SH = erzielte Unterzahltore; GW = erzielte Siegtore; 1 Play-downs/Relegation; Kursiv: Statistik nicht vollständig)